# الكنيسة الأثرية التي حولت إلى زاوية (مدرسة)
 الكنيسة الأثرية التي حولت إلى زاوية (مدرسة)  هو معلم أثري تونسي مصنف من قبل المعهد الوطني للتراث يقع في ولاية القيروان في الوسط الغربي التونسي، تحديد في مدينة سيدي محمد الكبيوي تم تصنيف المعلم في يوم 8 مايو 1895 .

## مقالات ذات صلة
- قائمة المعالم الأثرية المصنفة في تونس